# Tastour
Tastour este un oraș în Guvernoratul Béja, Tunisia.